# Vösendorf
Vösendorf è un comune austriaco di 7 329 abitanti nel distretto di Mödling, in Bassa Austria; ha lo status di comune mercato (Marktgemeinde). Tra il 1938 e il 1954 è stato accorpato alla città di Vienna.

## Monumenti e luoghi d'interesse
- Castello di Vösendorf